# Bučje (Bor)
Bučje (em cirílico:Бучје) é uma vila da Sérvia localizada no município de Bor, pertencente ao distrito de Bor, na região de Timočka Krajina. A sua população era de 666 habitantes segundo o censo de 2002.

## Demografia
| 1948 | 1953  | 1961  | 1971  | 1981 | 1991 | 2002 |
| ---- | ----- | ----- | ----- | ---- | ---- | ---- |
| 967  | 1 012 | 1 059 | 1 036 | 970  | 789  | 666  |